# Platysenta octophora
Platysenta octophora là một loài bướm đêm trong họ Noctuidae.